# شياو يانغ (سياسي)
شياو يانغ (بالصينية: 肖秧) هو سياسي صيني، ولد في 1929، وتوفي في 9 أكتوبر 1998. حزبياً، نشط في الحزب الشيوعي الصيني. وقد انتخب عضو مجلس الشعب الصيني ‏ خلال فترته النيابية ‏ وانتخب عضو في اللجنة الوطنية لجمهورية الصين الشعبية خلال فترته النيابية ‏.